# 영회황후
미인 왕씨(美人 王氏, 162년 ~ 181년)는 후한 영제의 후궁이다. 훗날 영회황후(靈懷皇后)에 추존되었다.

## 생애
이름은 왕영(王榮)이며, 좋은 가문 출신으로 영제의 총애를 입어 아들 유협을 임신하였다. 영제의 정실 영사황후는 근본이 미천한 여인으로 도축업자 하진의 누이였다. 출신에 대한 자격지심이 있던 영사황후는 왕미인이 아들을 임신하자 크게 분노하여 그녀를 죽이려 했다. 이를 안 왕미인은 목숨을 구하기 위해 낙태약을 먹었으나, 낙태가 되지 않았고 결국 영사황후에 의해 독살되고 말았다. 그녀가 낳은 아들 유협은 영제의 모후인 동태후에게 양육되었으며 후일 헌제로 즉위하게 되었다. 아들이 즉위한 후 왕씨는 영회황후(靈懷皇后)에 추존되었다.